# Voormalige Bulgaarse Westelijke Gebieden

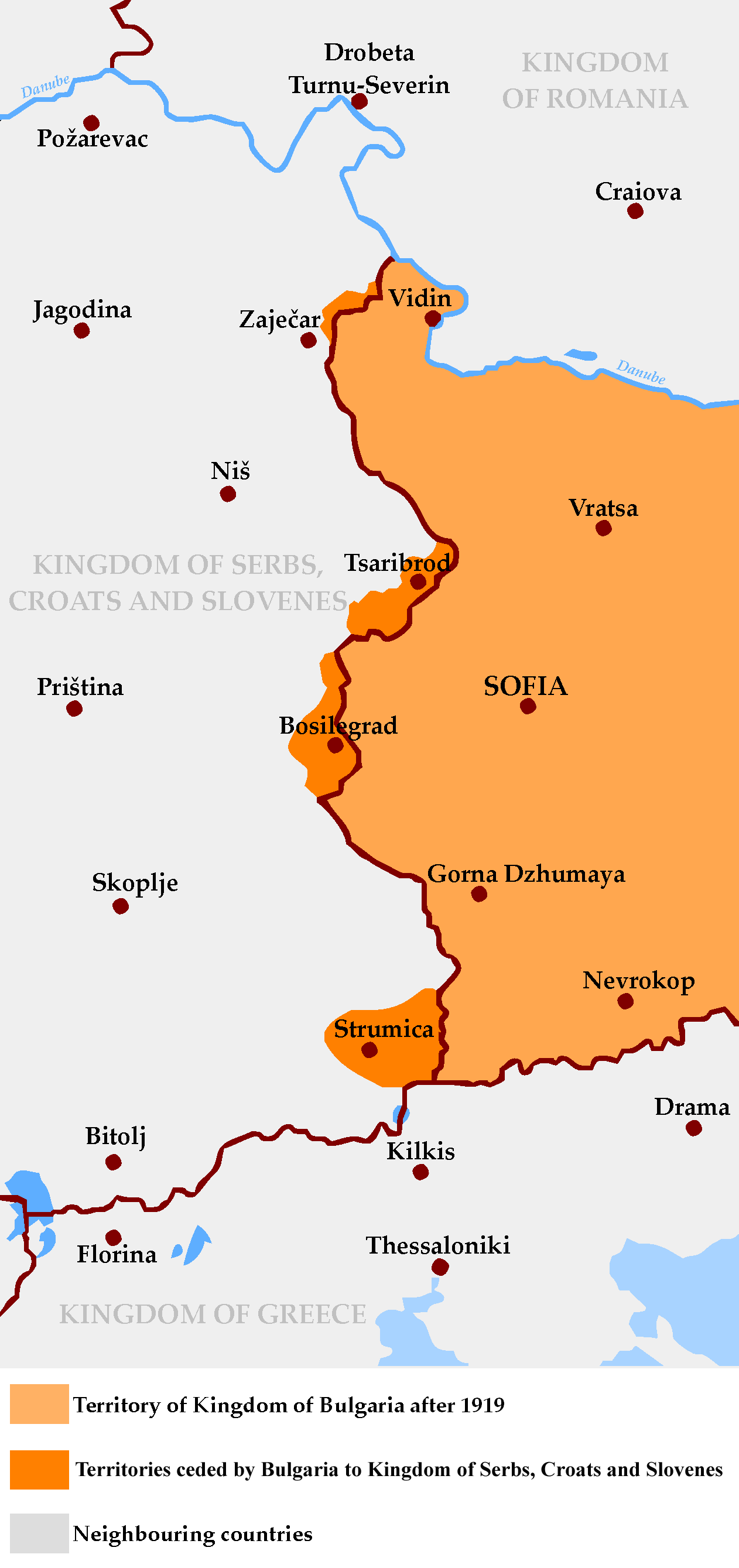
Gebieden door Bulgarije in 1919 aan Joegoslavië afgestaan

De Voormalige Bulgaarse Westelijke Gebieden (Bulgaars: Западни (български) покрайнини, Zapadni (Balgarski) pokraijnini) zijn vier onderling niet verbonden gebieden die na de Eerste Wereldoorlog door Bulgarije werden overgedragen aan het Koninkrijk der Serviërs, Kroaten en Slovenen. Drie van de vier gebieden behoren nu tot Servië, het vierde tot Noord-Macedonië. De benaming is vooral in gebruik bij Bulgaren die de samenhang tussen de gebieden willen benadrukken; voor Serviërs en Noord-Macedoniërs kan de term provocerend overkomen, temeer daar de gebieden geen politieke en geografische eenheid vormen.

## Verdrag van Neuilly
Het Verdrag van Neuilly was het derde van de vijf Parijse voorstadverdragen die na de Eerste Wereldoorlog tot stand kwamen tussen de overwinnaars en elk van de verliezers. Het werd op 27 november 1919 getekend in het stadhuis van Neuilly-sur-Seine door Bulgarije en de geallieerden.
Het verdrag bepaalde dat Bulgarije ten gunste van drie van zijn vier buurlanden grondgebied moest afstaan, in het zuiden aan Griekenland (Voormalige Bulgaarse Zuidelijke Gebieden), in het noorden aan Roemenië en in het westen aan het Koninkrijk Joegoslavië. Bulgarije moest bovendien het Koninkrijk Joegoslavië erkennen. Het verdrag voorzag daarnaast in Bulgaarse herstelbetalingen ter hoogte van 250 miljoen goudfrank en beperkte de omvang van het Bulgaarse leger tot 20.000 man.
De volgende gebieden, van noord naar zuid, werden aan Joegoslavië afgestaan en staan nu bekend als de Voormalige Bulgaarse Westelijke Gebieden:
- een strook langs de rivier de Timok in het uiterste noordwesten van het voormalige Bulgarije;
- Tsaribrod (thans Dimitrovgrad);
- Bosilegrad;
- Stroemitsa in het uiterste zuidwesten van het voormalige Bulgarije.

## Demografie
De streek langs de Timok werd vooral door Roemenen bevolkt, de overige gebieden vanuit Bulgaars gezichtspunt door Bulgaren, waarbij moet worden aangetekend dat alle Macedoniërs daar vanuit die optiek tot behoren. Sinds 1919 zijn er veel Serviërs respectievelijk Macedoniërs naar de gebieden getrokken, maar in Dimitrovgrad en Bosilegrad vormen de Bulgaren nog een relatieve meerderheid.
De betrokken gebieden behoren nu, met uitzondering van Stroemitsa, tot Servië. Stroemitsa behoort inmiddels tot de Republiek Noord-Macedonië.